# Быховский замок
Быховский замок (бел. Быхаўскі замак) — дворцово-замковый ансамбль начала XVII века на берегу Днепра в городе Быхов (Беларусь). Сохранился в развалинах и находится на реставрации.

## Планировка и архитектура

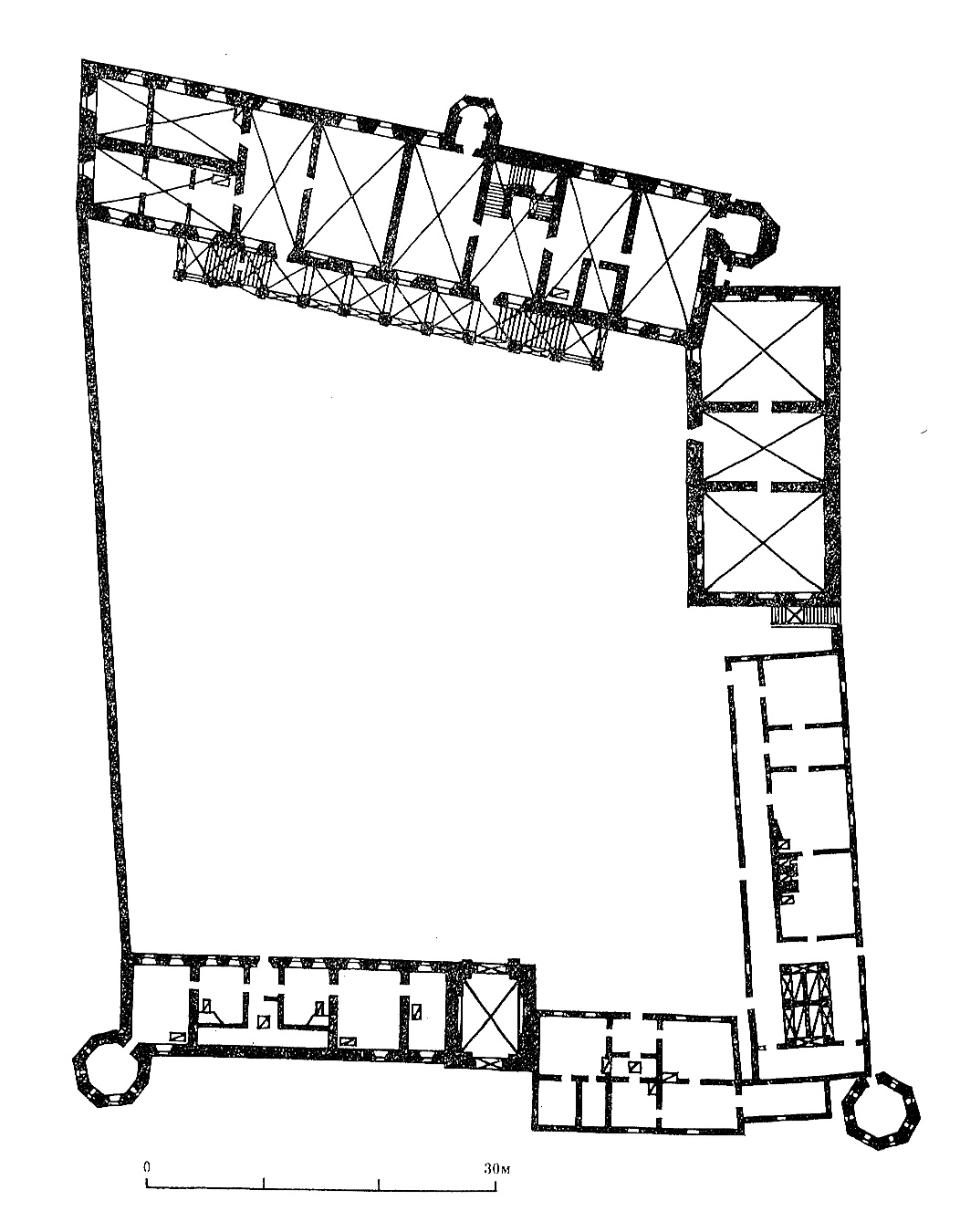
План замка

Замковый комплекс состоял из нескольких каменных корпусов, создававших в плане неправильный четырёхугольник размерами 75×70 м.
С севера внутренний двор замыкался каменной стеной с выходом на городской вал. Западая сторона замкового комплекса, обращённая к торговой площади, была застроена корпусами казарм, имела посередине въездные ворота с подъёмным мостом и фланкировалась по углам восьмигранными оборонительными башнями.
К югу от башни тянулась каменная стена, позже заменённая деревянными корпусами. За ними размещался каменный двухэтажный служебный корпус, примыкавший к дворцу. Вытянутое здание самого дворца главным удлинённым фасадом было ориентировано на восток, к Днепру, было накрыто двускатной черепичной крышей, по высоте почти равной двум этажам. К середине восточного и торцового южного фасадов дворца прилегают гранёные башни, ранее бывшие пятиярусными и завершались двухъярусными куполами — „баньками“ (влияние архитектуры нидерландского ренессанса). Фасад дворца, обращённый внутрь двора, был оформлен двухъярусной арочной галереей со входами во внутренние помещения. Аркада первого этажа была каменной с крестовыми сводами, на втором этаже галерея была деревянной. Под зданием размещены больше сводчатые подвалы.

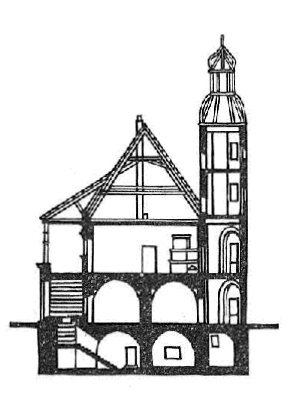
Разрез замка

Первый этаж (также с мощными крестовыми сводами)занимали служебные помещения, камфы, мастерские. Второй этаж, предназначенный для жилья хозяев, делился на две половины — женскую и мужскую. На торце размещалась приёмная зала, в башнях — часовня, библиотека и кабинет хозяина. Поперечные каменные стены ритмично делят здание на приблизительно одинаковые помещения, имеют анфиладную связь. Такие же поперечные несущие стены, сводчатые перекрытия и анфиладную связь помещений имели и другие каменные корпуса дворцово-замкового комплекса. На сегодняшний день утрачены многие элементы декора строений, завершения башен, первоначальная внутренняя планировка.
Кроме жилой резиденции оборонительные приспособления имели также городские ворота (об их архитектуре сведений не сохранилось) и каменное здание синагоги, размещавшееся неподалёку от могилёвских ворот.

## История
До 1590 года замок имел деревянные стены в виде городней, башни и въездные ворота. В 1590 году замок выдержал нападение «низовых казаков» донского гетмана Матюши Федоровича. Тогда же, владелец города, гетман ВКЛ Ян Кароль Ходкевич получил от короля грамоту на строительство нового замка, возведение которого закончилось в 1619 году. При Л. Сапеге, к которому в 1619 году перешёл Быхов, возведены бастионные фортификации.

### Новый замок
Новый Быховский замок занимал участок берега в виде неправильного прямоугольника размером 77×100 м, с юга, запада и севера был укреплён глубокими и широкими (до 22—27 м) рвами, а по краям площадки — земляными валами с бастионами. По периметру детинца размещались жилые и хозяйственные постройки, в том числе комплекс каменного дворцово-паркового ансамбля. «Приступная» западная сторона замка с въездными воротами была дополнительно укреплена восьмигранными 2-ярусными кирпичными башнями, имевшими по 7-8 бойниц и фланкировавших подступы к воротам. Ворота также были каменными, 2-ярусными со сводчатым перекрытием, с куполом — «галкой» и флюгером с гербом Сапег.
Двустворчатые полотнища ворот были достаточно укреплены решёткой — герсой и специальной системой железных запоров. К воротам вёл деревянный мост, посередине которого стояла дополнительная «решётка из дерева столярной работы».

#### Людвисарня
На нужды обороны работала специальная людвисарня, где высококвалифицированные мастера производили пушки, ядра, пули и гранаты. Оружие и металлические доспехи, произведённые быховскими замковыми оружейниками, пользовались большим спросом в Беларуси и за её границами. Согласно сведениям 1692 года, в Цейхгаузе быховского замка было: 34 пушки (шротовницы, полевые мортиры, многоствольные «органы» — 5 из них произведены в замковой людвисарне), 32 «свиньи» олова, селитра, ядра, картузные заряды для 3-, 4-, 6- и 10-фунтовых пушек, артиллерийские и ручные гранаты (последние 3 типов: железные, деревянные и стеклянные). Среди другого оружия — 1200 мушкетов, 8 органов, 38 гаковниц, старосветский аркебуз, 50 пар «блях гусарских», косы «просто насаженные», формы для отливки ядер, железные пики, а также хоругви (боевые знамёна).

### Осады

#### Война России с Речью Посполитой
Замок пережил много осад и штурмов. В 1648 году отряд украинских казаков во главе с Ф. Гаркушей не смог его взять. В начале войны России с Речью Посполитой 1654—1657 гг. Быхов выстоял во время 11-месячной осады украинских казаков во главе с И. Н. Золотаренко и 11 полков московского войска воеводы А. Н. Трубецкого. Но в начале 1657 г. после 18-месячной осады московские войска совместно с украинскими казаками захватили Быхов. Во 2-й половине 1658 г. Иван Нечай перешёл на сторону короля Речи Посполитой. Карательная армия московских воевод Змиева и Лобанова-Ростовского 14 мая 1659 г. подошла к городу и начала осаду, которая продолжалась до 4 декабря и завершилась ночным штурмом Быхова. Воины, захватившие замок, в 1660 г. сами оказались в осаде, и в декабре 1661 г. сдались 7-тысячному войску Речи Посполитой во главе с гетманом Чарнецким.

#### Северная война
Во время Северной войны владелец Быхова Казимир Ян Сапега поддерживал шведского короля Карла XII а в период двоевластия — Станислава Лещинского, быховский гарнизон совершал нападения на войска Петра I и Августа II. Вскоре замок был окружён, и генерал артиллерии ВКЛ Казимир Сеницкий добился его сдачи. Вскоре и Сеницкий перешёл на сторону Швеции. Пётр срочно направил к замку несколько русских полков. После осады и бомбардировки гарнизон быховского замка сдался.

### Наше время
В продолжение всего XX века Быховский замок продолжал разрушаться и терять конструктивные элементы. В 1941 году нацисты держали в замке узников Быховского гетто. До пожара 2004 года его занимал местный цех по деревообработке. Сохранившийся остов архитектурного памятника был заброшен и пустовал.

#### Реставрация
В 2010-е года началась реставрация замка. Приблизительная её смета оценивается в 100 млрд. бел. руб. (около 12 млн долларов). К 1 сентября 2013 года, когда в Быхове прошёл День белорусской письменности, замок частично восстановили. На 2013 год на восстановление башен, благоустройство территории и консервацию фрагментов замка государство выделило около Br 7 млрд. Финансирование поступало из республиканского (900 млн.), областного (5 млрд.) и местного (1 млрд.) бюджетов. Также открыт благотворительный счёт для пожертвований граждан. На начало марта 2013 года было собрано Br 60 млн. В замке ведутся археологические раскопки под руководством Игоря Марзалюка.
Предполагается, что в восстановленном замке разместятся экспозиция местного краеведческого музея, районная библиотека и выставочные залы, а во внутреннем дворе будет работать концертная площадка под открытым небом.

## Галерея

### Исторические снимки

Старинные изображения замка
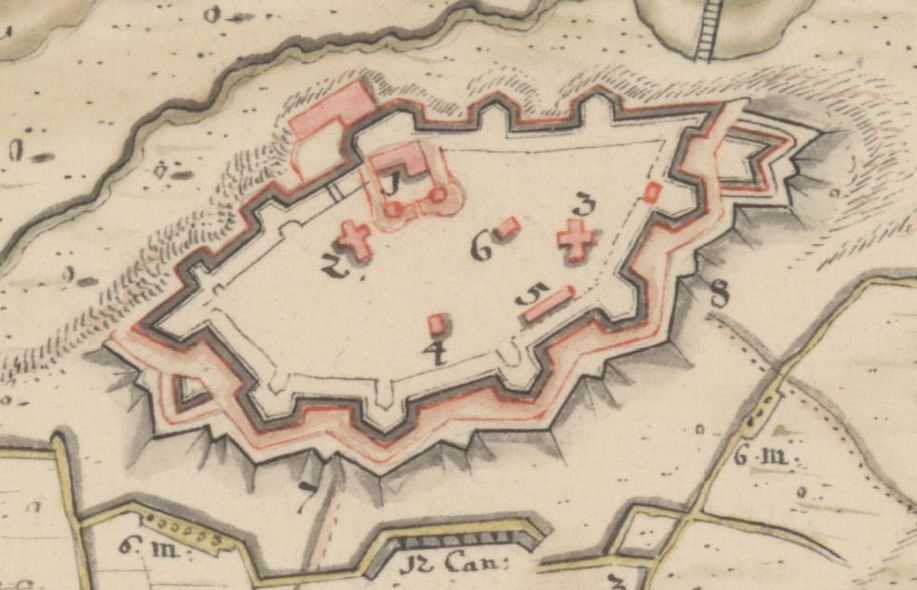
План замка, 1707
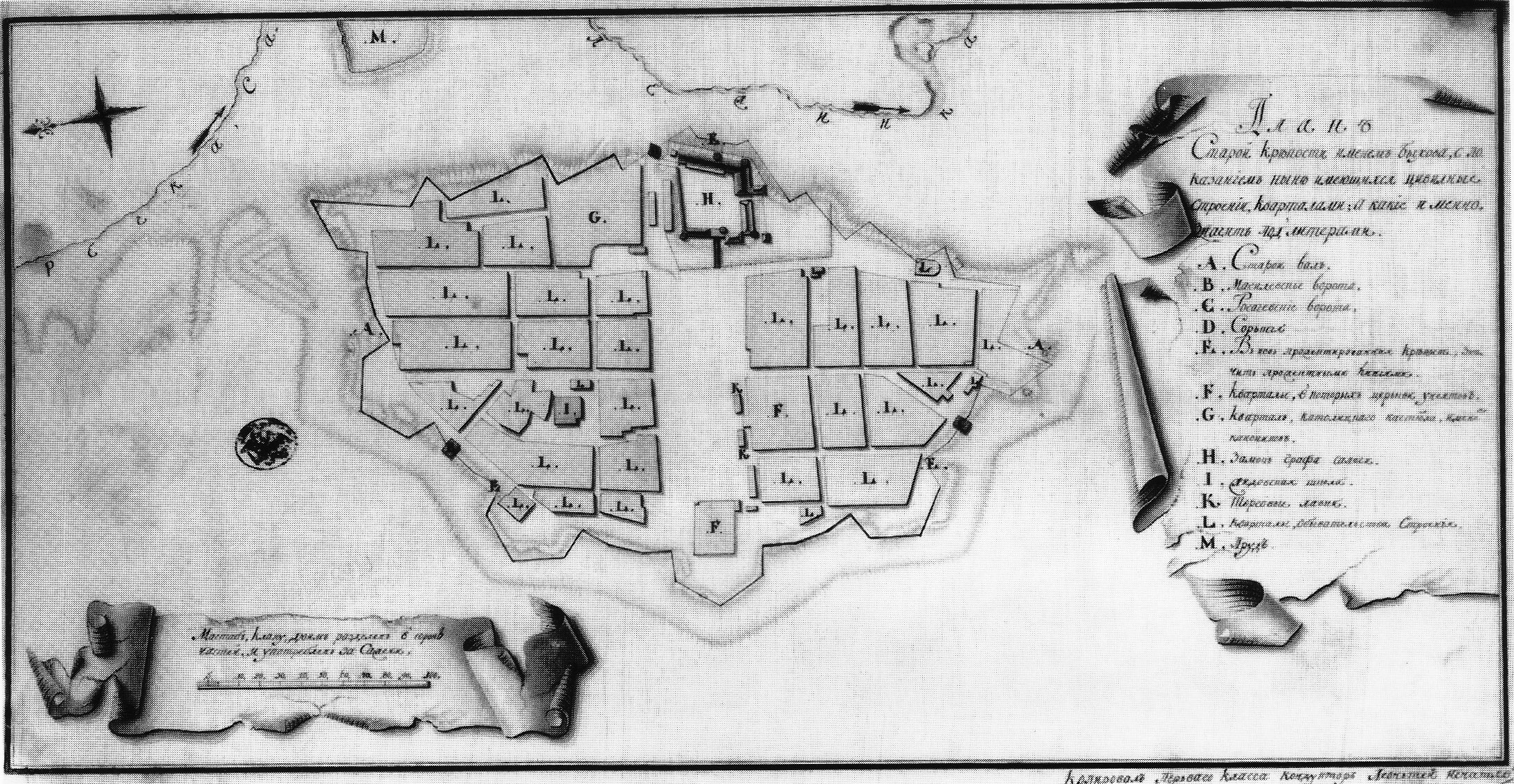
План города и замка, 1778—1780
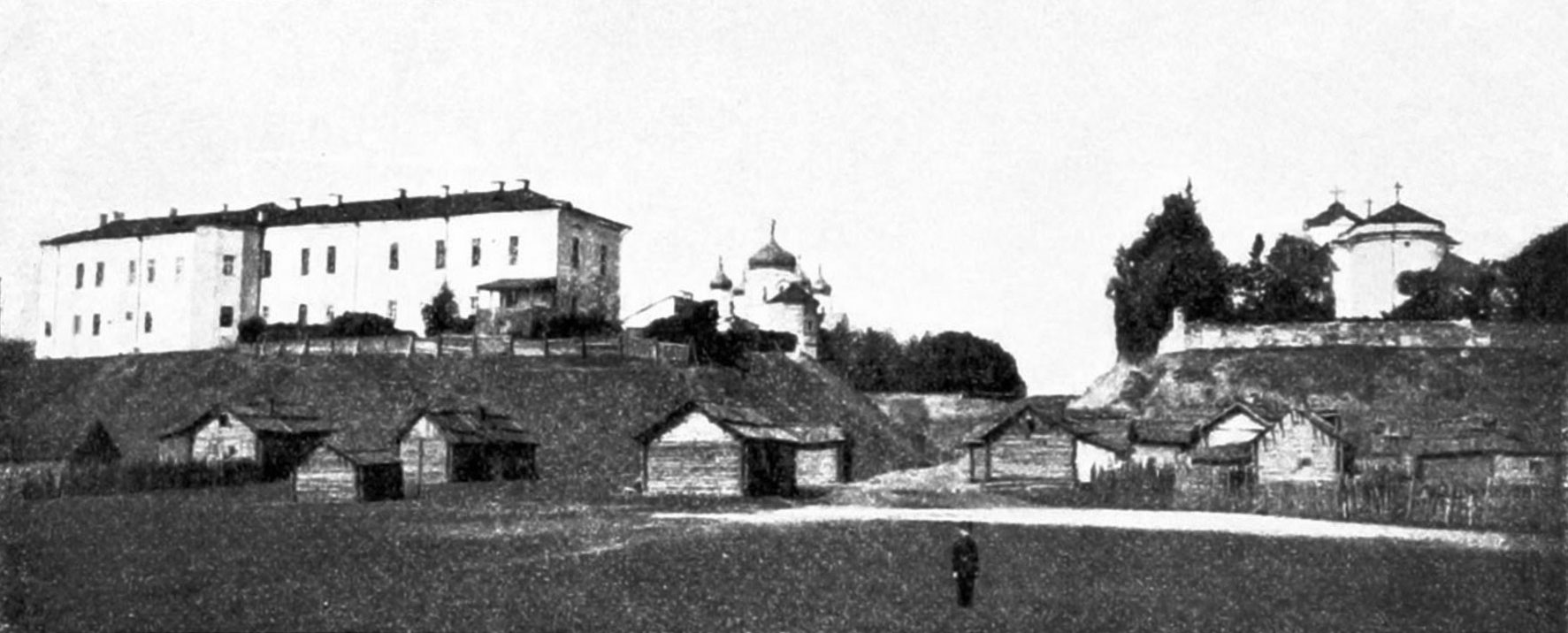
Быхов со стороны Днепра: замок и костёл. Снимок конца XIX в
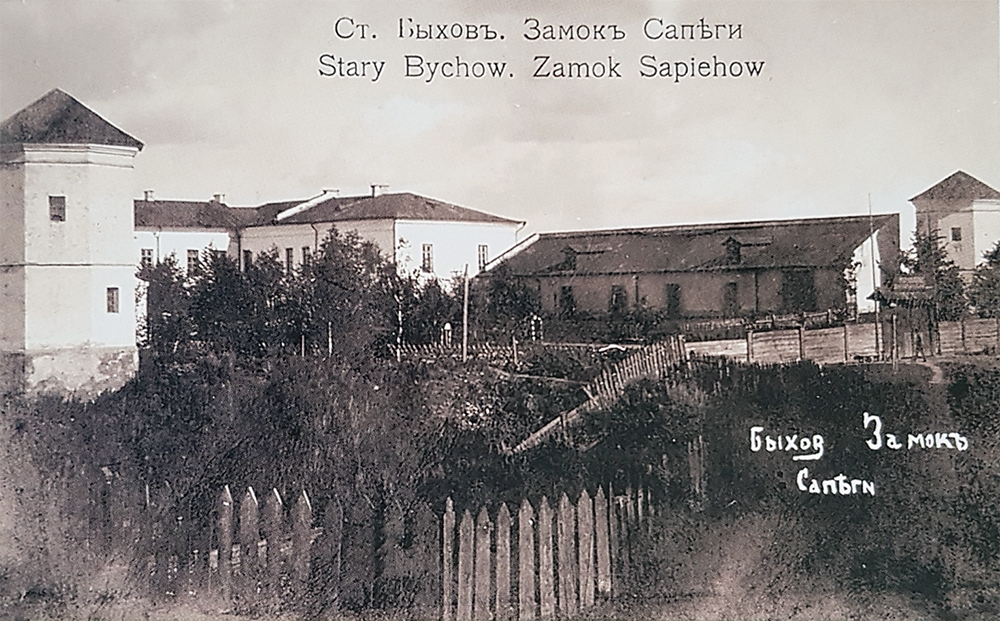
Замок на открытке начала XX в.

### Современные снимки

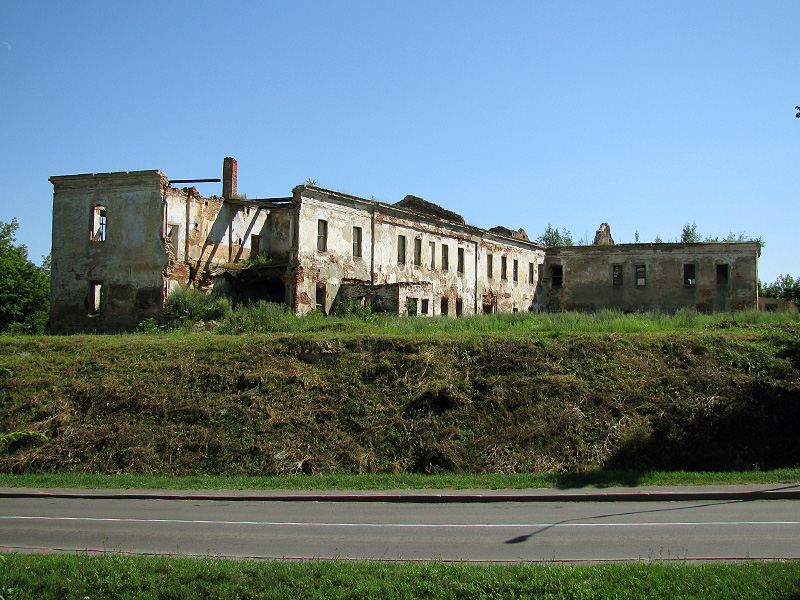
Общий вид, 2012
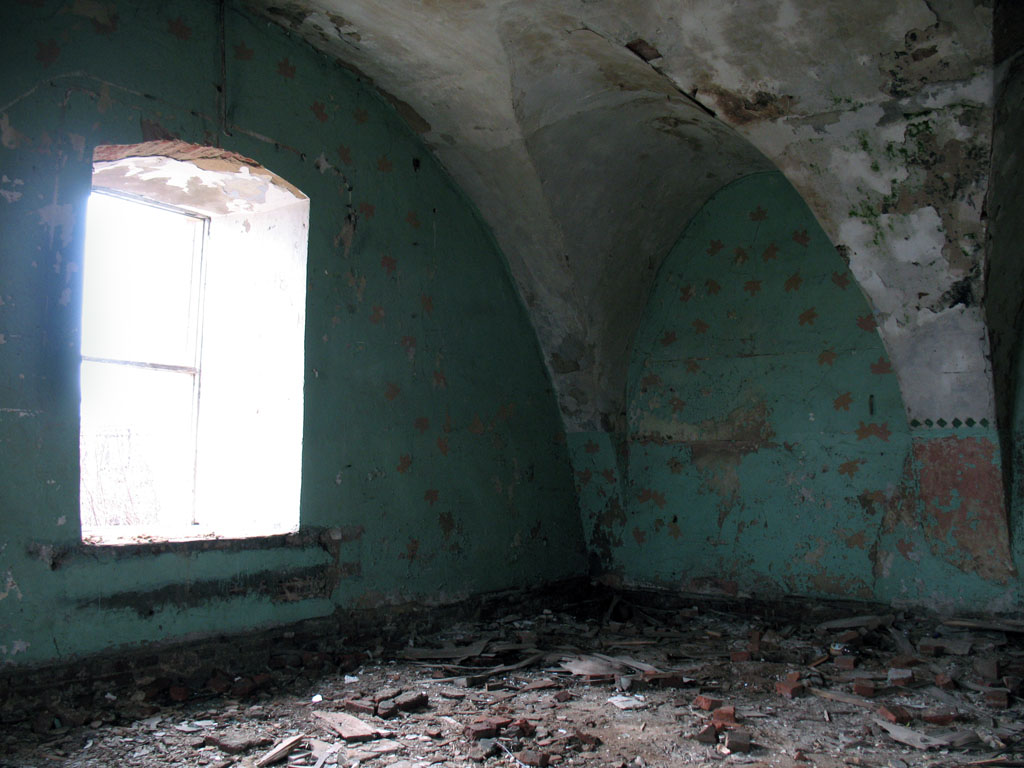
Помещение замка
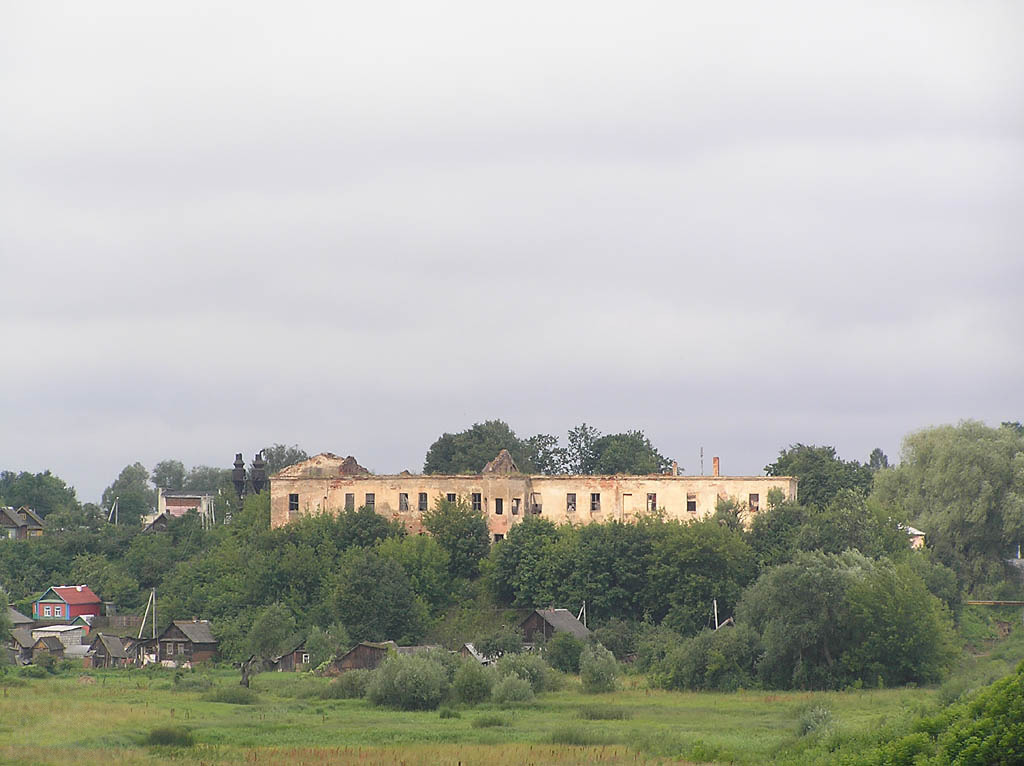
Общий вид, 2007
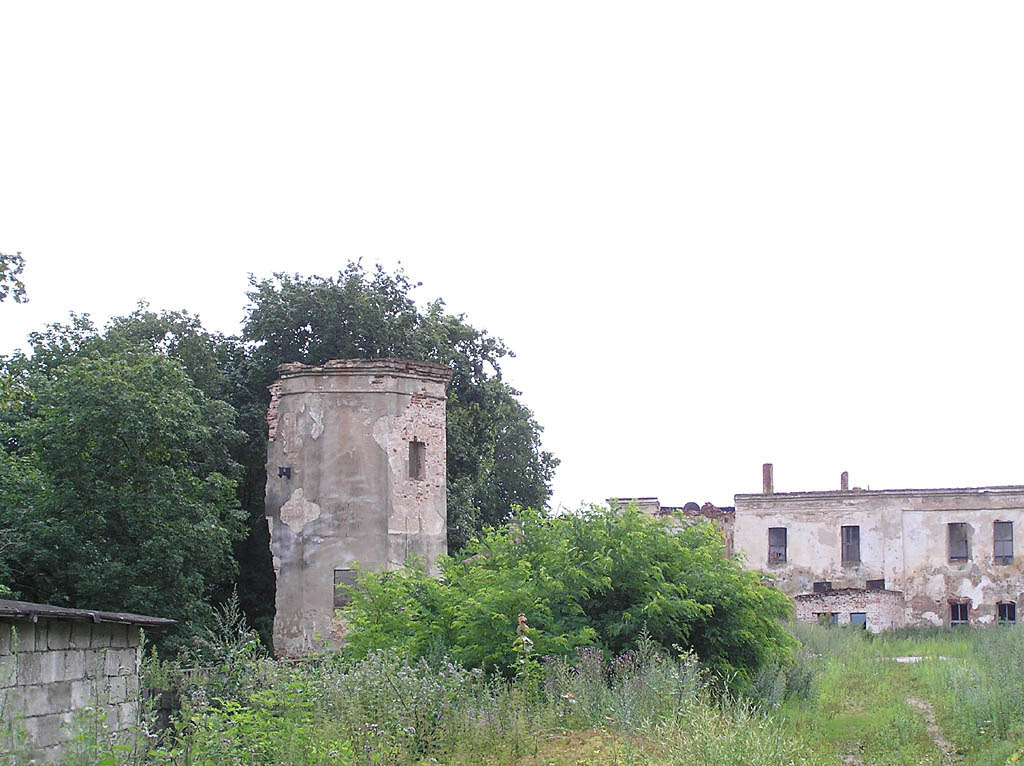
Замковая башня